# Hans von Zedlitz-Leipe
Hans Freiherr von Zedlitz-Leipe (* 7. September 1833 in Zülzendorf, Landkreis Schweidnitz, Provinz Schlesien; † 31. März 1889 in Roth Kirschdorf, Landkreis Schweidnitz) war ein deutscher Verwaltungsbeamter und Rittergutsbesitzer.

## Leben
Hans von Zedlitz-Leipe studierte an der Ruprecht-Karls-Universität Rechtswissenschaft. 1855 wurde er im Corps Saxo-Borussia Heidelberg recipiert. Nach dem Studium trat er in den preußischen Staatsdienst ein. 1863–1866 absolvierte er das Regierungsreferendariat bei der Regierung in Breslau. Von 1867 bis 1870 war er Landrat im Kreis Schwetz. 1870 wechselte er als Landrat in den Landkreis Schweidnitz. Dort blieb er bis zu seinem Tod 1889 im Amt. Dietrich von Zedlitz-Leipe wurde sein Nachfolger. Zedlitz-Leipe besaß die Rittergüter Teichenau und Roth Kirschdorf. Verheiratet war er seit 1872 mit Helene von Kulmiz (1844–1900).